# Mauricio en los Juegos Olímpicos de la Juventud 2018
Mauricio participó en los Juegos Olímpicos de la Juventud 2018 en Buenos Aires, Argentina, celebrados entre el 6 y el 18 de octubre de 2018. Obtuvo una medalla dorada en las justas.

## Medallero
| Medalla       | Oro | Plata | Bronce | Total |
| ------------- | --- | ----- | ------ | ----- |
| Total oficial | 1   | 0     | 0      | 1     |

## Disciplinas

### Canotaje
Mauricio clasificó un barco según su rendimiento en el evento de Clasificación Mundial 2018.
- Masculino - 1 bote

### Equitación
Mauricio clasificó a un atleta para competir desde el comité tripartito.
- Salto individual - 1 atleta

### Levantamiento de pesas
Mauricio recibió un cupo del comité tripartito para competir en levantamiento de pesas.
- Eventos femeninos - 1 plaza